# Jason Reitman

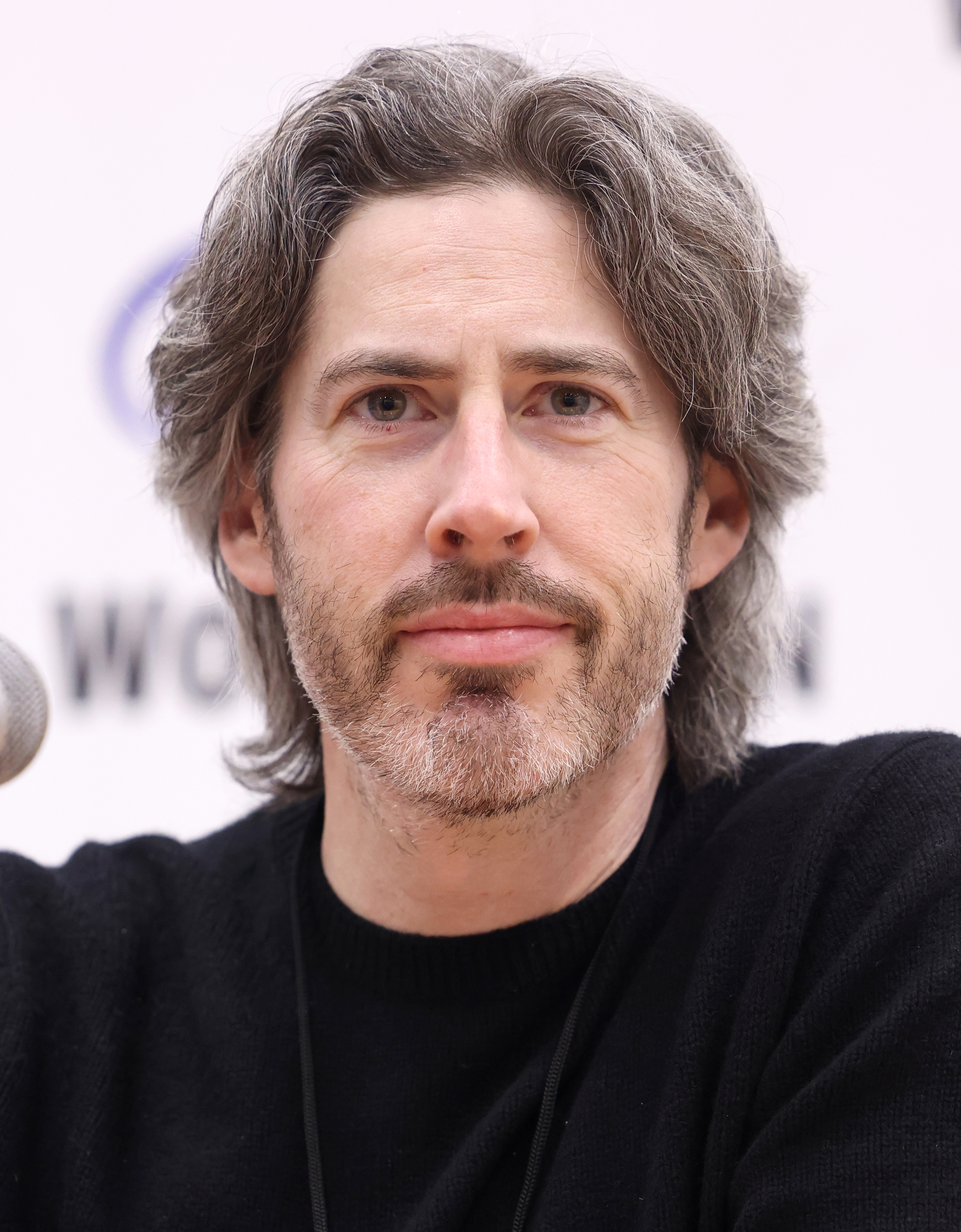
Jason Reitman (2025)

Jason R. Reitman (* 19. Oktober 1977 in Montreal) ist ein kanadischer Filmregisseur, Drehbuchautor und Filmproduzent.

## Leben und Karriere
Jason Reitman wurde 1977 in Montreal als Sohn der französisch-kanadischen Schauspielerin Geneviève Robert und des kanadischen Regisseurs Ivan Reitman geboren. Reitman hat zwei Schwestern, seine Schwester Catherine Reitman ist Produzentin und Schauspielerin.
Reitman sammelte erste Erfahrung im Filmgeschäft mit kleinen Rollen in den Filmen seines Vaters Ivan Reitman. Jason Reitman besuchte die Harvard-Westlake School und die University of Southern California. 1998 drehte er mit Operation seinen ersten Kurzfilm. Später folgten die mehrfach ausgezeichneten Kurzfilme In God We Trust (2000) und Consent (2004).
2005 lieferte Reitman mit Thank You for Smoking sein Spielfilmdebüt ab. Die Satire brachte ihm 2006 die Auszeichnung in der Kategorie Bestes Regiedebüt des National Board of Review ein. Im Jahr 2007 wurde das von ihm gedrehte Drama Juno mit Elliot Page und Jennifer Garner in den Hauptrollen veröffentlicht, mit dem er für den Oscar in der Kategorie Beste Regie nominiert war.
Reitmans dritter Spielfilm Up in the Air feierte seine Weltpremiere im September 2009 auf dem Toronto Film Festival. Die Tragikomödie um einen überzeugten Single und Flugmeilensammler (gespielt von George Clooney), der als erfolgreicher Mitarbeiter bei einer Consulting-Firma angestellt ist, wurde 2009 mit dem Preis des National Board of Review ausgezeichnet. Zudem erhielten Reitman und Mitautor Sheldon Turner für das Drehbuch den Golden Globe Award und den British Academy Film Award. Reitman wurde außerdem mit Oscar-Nominierungen in den Kategorien Bester Film, Beste Regie und Bestes adaptiertes Drehbuch gewürdigt.
Reitman drehte weitere Spielfilme und wandte sich von 2015 bis 2017 mit seiner Beteiligung an Casual auch dem Fernsehen zu.
Mit Ghostbusters: Legacy inszenierte Reitman zuletzt eine Fortsetzung von Ghostbusters – Die Geisterjäger (1984) und Ghostbusters II (1989), die beide von seinem Vater verantwortet wurden. Jason Reitman war auch an der Drehbuchentwicklung beteiligt und übernahm die Produktion. Der Kinostart war zunächst für 2020 vorgesehen, musste auf Grund der COVID-19-Pandemie aber auf 2021 verlegt werden.

## Filmografie (Auswahl)
Als Regisseur
- 2005: Thank You for Smoking
- 2007: Juno
- 2009: Up in the Air
- 2011: Young Adult
- 2013: Labor Day
- 2014: #Zeitgeist (Men, Women & Children)
- 2015–2017: Casual (Fernsehserie, sechs Episoden)
- 2018: Tully
- 2018: Der Spitzenkandidat (The Front Runner)
- 2021: Ghostbusters: Legacy (Ghostbusters: Afterlife)
- 2024: Saturday Night

Als Drehbuchautor
- 2005: Thank You for Smoking
- 2009: Up in the Air
- 2013: Labor Day
- 2014: #Zeitgeist (Men, Women & Children)
- 2018: Der Spitzenkandidat (The Front Runner)
- 2021: Ghostbusters: Legacy (Ghostbusters: Afterlife)
- 2024: Ghostbusters: Frozen Empire
- 2024: Saturday Night

Als Produzent
- 2009: Up in the Air
- 2009: Jennifer’s Body – Jungs nach ihrem Geschmack (Jennifer’s Body)
- 2011: Jeff, der noch zu Hause lebt (Jeff, Who Lives at Home)
- 2013: Labor Day
- 2014: #Zeitgeist (Men, Women & Children)
- 2018: Tully
- 2018: Der Spitzenkandidat (The Front Runner)
- 2021: Ghostbusters: Legacy (Ghostbusters: Afterlife)
- 2024: Ghostbusters: Frozen Empire
- 2024: Saturday Night